# تپه کندر
تپه کندر مربوط به دوران پیش از تاریخ ایران باستان است و در شهرستان لردگان و روستای کندر واقع شده است. این اثر در تاریخ ۲۴ فروردین ۱۳۸۲ با شمارهٔ ثبت ۸۲۴۲ به‌عنوان یکی از آثار ملی ایران به ثبت رسیده است.